# François Var
François Var (* 26. Februar 1888 in Ussel, Département Corrèze; † 15. Juli 1972 ebenda) war ein französischer Politiker der SFIO. Von 1958 bis 1967 war er Abgeordneter der Nationalversammlung.

## Leben und Werdegang

### Frühes Leben und Einstieg in die Politik
Var ging in Clermont-Ferrand und Tulle zur Schule, ehe er in der französischen Hauptstadt Paris ein Studium der Rechtswissenschaften begann. Nachdem er seinen Abschluss erhalten hatte, kehrte er in seine Heimatstadt Ussel zurück und wurde im April 1910 in die dortige Rechtsanwaltskammer aufgenommen. Mit dem Beginn des Ersten Weltkriegs wurde er im August 1914 ins Militär eingezogen und konnte sich im Verlauf der Kampfhandlungen den Dienstgrad eines Hauptmanns erarbeiten. Für seine Verdienste wurde er mit der Militärmedaille sowie dem Croix de guerre ausgezeichnet und in die Ehrenlegion aufgenommen.
Im Anschluss an den Krieg stieg er in die Politik ein, als er am 30. November 1919 in den Stadtrat von Ussel gewählt wurde. Für den linksliberalen Parti républicain, radical et radical-socialiste zog er 1922 in den Rat des Arrondissements Ussel ein, doch trat wenig später in die sozialistische Partei SFIO ein. 1925 kandidierte er erfolglos für den Generalrat des Départements Corrèze und schaffte den Einzug in diesen 1931 im zweiten Versuch. Am 1. Dezember 1934 wurde er zum Bürgermeister von Ussel gewählt, was er bis 1965 blieb. Bei den Parlamentswahlen 1936 trat er für die Sozialisten im Wahlkreis rund um die Stadt an, zog sich im zweiten Wahlgang jedoch zugunsten des späteren Siegers Marius Vazeilles zurück. 1938 war er ebenfalls nicht erfolgreich, als er sich um einen Sitz im Senat bemühte. Parteiintern schaffte er 1939 den Aufstieg ins Büro der SFIO im Département Corrèze.

### Zweiter Weltkrieg
Auch wenn er unter der deutschen Besatzung und dem daraus hervorgehenden Vichy-Regime während des Zweiten Weltkriegs sein Amt als Bürgermeister trotz seiner Zugehörigkeit zur sozialistischen Partei zunächst weiterhin ausführen durfte, wurde er im Juni 1943 von der Gestapo festgenommen und blieb bis zum 29. September desselben Jahres in Haft. Danach durfte er in seine Position als Bürgermeister zurückkehren, blieb aber im Fokus polizeilicher Untersuchungen. Der Verdacht, dass er die Widerstandskämpfer Maquisards unterstütze, konnte nicht nachgewiesen werden und wurde fallen gelassen. Weil Var in der Besatzungszeit mit Philippe Pétain den Chef der Übergangsregierung in Ussel empfangen hatte, wurde er mit Beschluss vom 16. Februar 1945 für ein Jahr aus der SFIO ausgeschlossen. Dies wurde rund zwei Monate später zurückgenommen und er konnte im Frühjahr bei den Kommunalwahlen wieder im Dienst seiner Partei antreten.

### Tätigkeit in der nationalen Politik
1945 gelang Var die Rückkehr in den Generalrat, in dem er bis 1967 vertreten blieb. Nach Kandidaturen für Senat und Parlament vor dem Krieg nahm er nicht an landesweiten Wahlen teil, bis er sich bei den Parlamentswahlen 1958 im dritten Wahlkreis des Départements Corrèze aufstellen ließ. Trotz seiner Zugehörigkeit zur SFIO sprach er seine Unterstützung für die im selben Jahr eingeführte neue Verfassung und den konservativen Präsidenten Charles de Gaulle aus. Im zweiten Wahlgang konnte er sich mit 57,5 % gegen seinen kommunistischen Konkurrenten durchsetzen, wobei er vom Rückzug aller anderen Kandidaten, die die zweite Runde erreicht hatten, profitierte. In der Nationalversammlung war er Mitglied zweier Fraktionen, die rechtliche Fragen behandelten. Im Oktober 1962 sprach er an der Seite seiner Fraktionskollegen dem Premierminister Georges Pompidou sein Misstrauen aus, doch dieser blieb im Amt. Bei den Wahlen im November 1962 konnte er sich mit einem Vorsprung von 880 Wählerstimmen gegen den kommunistischen Kandidaten durchsetzen und so seine Wiederwahl sichern. Erneut beschäftigte er sich vor allem mit rechtlichen Fragen, setzte sich aber auch intensiv für lokale Angelegenheiten und Interessen ein. 1965 zog er sich bei den Kommunalwahlen nach der ersten Runde zurück und gab somit sein Bürgermeisteramt auf. Bei den Parlamentswahlen 1967 trat der damals 79-Jährige nicht erneut an und vervollständigte damit seinen Rückzug aus der Politik. Var, der verheiratet war und eine Tochter hatte, starb am 15. Juli 1972 im Alter von 84 Jahren.